# Yo soy Betty, la fea
Yo soy Betty, la fea er en prisbelønnet colombiansk TV-serie fra 1999 skrevet af Fernando Gaitán og udgivet på RCN Televisión. Den blev vist første gang den 25. oktober 1999 og endte den 8. maj 2001. Skuespillerne Ana María Orozco og Jorge Enrique Abello havde hovedrollerne. Serien blev efter sit gennembrud i Colombia vist i flere andre lande og blev endda efterlignet i mange udgaver (se nedenfor). I 2010 indtrådte den i Guinness Rekordbog som den mest succesrige TV-serie i historien, da den har været udgivet i over 100 lande, er synkroniseret på 15 sprog og er blevet forsøgt efterlignet af 22 andre serier rundt om i verden.
Serien omhandler Beatriz Aurora Pinzón Solano, en lidet attraktiv men meget intelligent kvinde, der kæmper for sin karriere i et samfund, hvor skønhed ofte har mere at sige end evner. Hun får med møge og besvær og på trods af en lang og veludført uddannelse et arbejde som sekretær i modevirksomheden Ecomoda, hvor hun må udholde de andres hadefulde kommentarer til hendes ydre.

## Medvirkende
- Ana María Orozco som Beatriz Aurora Pinzón Solano, også kaldet "Betty".
- Jorge Enrique Abello som Armando Mendoza.
- Natalia Ramírez som Marcela Valencia
- Lorna Paz som Patricia Fernández "La Peliteñida".
- Julián Arango som Hugo Lombardi.
- Luis Mesa som Daniel Valencia.
- Ricardo Vélez som Mario Calderón.
- Mario Duarte som Nicolás Mora.
- Dora Cadavid som Inés "Inesita".
- Luces Velásquez som Bertha.
- Marcela Posada som Sandra.
- Stefanía Gómez som Aura María.
- Paula Peña som Sofía.
- María Eugenia Arboleda som Mariana.
- Jorge Herrera som Don Hermes.
- Adriana Franco som Doña Julia.
- Kepa Amuchastegui som Don Roberto.
- Talú Quintero som Doña Margarita.
- Alberto León Jaramillo som Gutiérrez.
- Martha Isabel Bolaños som Jenny "La Pupuchurra".
- Júlio César Herrera som Freddy.
- David Ramírez som Wilson.
- Celmira Luzardo som Catalina Ángel.
- Patrick Delmas som Michael Duanell.
- Pilar Uribe som María Beatriz Valencia.
- César Mora som Doctor Sánchez.
- Saúl Santa som Efraín Rodríguez "El Cheque".
- Diego Cadavid som Román.
- Scarlet Ortiz som Alejandra Zing.
- Angelly Moncayo som Karina Larson.
- Verónica Ocampo som Claudia Bosch.
- Rubén Óliver som Miguel Robles.
- Lorena de McAllister som Diana Medina.
- Elías Rima Nassiff som Doctor Rosales.
- Carlos Serrato som Gustavo Olarte.
- Alberto Valdiri som Gordito González.
- Diego Vivanco som Rolando "El Chesito Su Mercé".
- Claudia Becerra som Mónica Agudelo.
- Rosa Margarita Guerrero som María Claudia Botero.
- Paulo Sánchez Neira som Ingeniero Ortiz.

## Efterligninger
Serien satte en bølge i gang af efterligninger verden over:
| Land/Område                              | Lokalt navn                                      | Kanal                  | Hovedrolle         | Frigivelse         |
| ---------------------------------------- | ------------------------------------------------ | ---------------------- | ------------------ | ------------------ |
| Belgien                                  | Sara                                             | vtm                    | Veerle Baetens     | 25. september 2007 |
| Bosnien-Hercegovina · Kroatien · Serbien | Ne daj se, Nina                                  | FTV RTL FOX Televizija | Lana Gojak         |                    |
| Brasilien                                | Bela, a feia                                     | Rede Record            | Giselle Itié       | 4. august 2009     |
| Canada                                   | l'est laid plus playlists (las feas van primero) | TVA                    | -                  | januar 2011        |
| Colombia                                 | Yo soy Betty, la fea                             | RCN TV                 | Ana María Orozco   | 25. oktober 1999   |
| Filippinerne                             | i ♥ Betty la fea                                 | ABS-CBN                | Bea Alonzo         | september 2008     |
| Frankrig                                 | Le Destin Lisa                                   | TF1                    | Alexandra Neldel   |                    |
| Grækenland                               | Maria, i Asximi                                  | Mega Channel           | Aggeliki Daliani   |                    |
| Indien                                   | Jassi Jaissi Koi Nahin                           | SET                    | Mona Singh         |                    |
| Israel                                   | Esti Ha'mechoeret                                | SET                    | Riki Blich         | 2003               |
| Kina                                     | Chou Nu Wu Di                                    | Hunan Satellite TV     | Li Xinru           | september 2008     |
| Mexico                                   | La fea más bella                                 | Televisa               | Angélica Vale      | 23. januar 2006    |
| Nederlandene                             | Lotte                                            | Talpa                  | Nyncke Beekhuyzen  |                    |
| Polen                                    | BrzydUla                                         | TVN                    | Julia Kamińska     | Efterår 2008       |
| Portugal                                 | Tudo Por Amor                                    | TVI                    | Sofia Duarte Silva |                    |
| Rusland                                  | Ne Rodis' Krasivoy                               | STS                    | Nelly Uvarova      |                    |
| Spanien                                  | Yo soy Bea                                       | Telecinco              | Ruth Núñez         | 2006               |
| Tjekkiet                                 | Ošklivka Katka                                   | TV Prima               | Kateřina Janečková | 3. marts 2008      |
| Tyrkiet                                  | Sensiz Olmuyor                                   | Show TV                | Özlem Conker       |                    |
| Tyskland                                 | Verliebt in Berlin                               | Sat.1                  | Alexandra Neldel   | 28. februar 2005   |
| USA                                      | Ugly Betty                                       | ABC                    | America Ferrera    | 28. september 2006 |
| Vietnam                                  | Cô Gái Xấu Xí                                    | VTV3                   | Nguyễn Ngọc Hiệp   | 11. februar 2008   |